# Форатек
Форатек — группа компаний, в которую на начало 2012 г. входят:
- ЗАО «Форатек-ЭнергоТрансСтрой» (электроснабжение железных дорог, строительство железных дорог, железнодорожных станций, автомобильных дорог)[1]
- «Форатек Автоматика и Телемеханика» (производство и установка микропроцессорных систем железнодорожной автоматики и безопасности);[2]
- ООО «Форатек» (консалтинговые услуги).[3]

Кроме того, функционировала компания ЗАО «Форатек коммуникейшн», которая была в 2010 г. приобретена компанией «Вымпелком» (торговая марка "Билайн)

## История
Группа Форатек была создана в Свердловске в 1989 году и занималась широким спектром деятельности — от автобизнеса до телекоммуникаций. В области телекоммуникаций группа Форатек сотрудничала с германским концерном «Siemens». Согласно газете «Коммерсантъ» группа была создана выпускниками Уральского политехнического института, которые занимались разработкой и производством медицинского оборудования.
Одна из первых фирм группы «Форатек» была зарегистрирована в Екатеринбурге под названием «Исследовательско-технологический центр „Форатек“» (впоследствии АОЗТ «Форатек»). В качестве руководителя был зарегистрирован Петухов С. Б.
В 1993 году в Екатеринбурге были зарегистрированы АОЗТ «Форатек-А» (лесопильное производство), АОЗТ «Форатек Вуд» (деревообрабатывающая промышленность) и АОЗТ «Форатек Трейдинг Люкс» (продажа мебели и строительных материалов, бытовой аудио- и видеотехники). Основным учредителем «Форатек-А» выступило АОЗТ «Форатек».
Таким образом, к 1993 году получили развитие три основных направления деятельности предприятий группы Форатек:
- информационные технологии (разработка и построение сетей связи, поставка оборудования);
- торговля автомобилями;
- лесозаготовка и лесопереработка.

### Обвинение в картельном сговоре
Компания «Форатек-ЭнергоТрансСтрой», основным профилем которой является строительство железнодорожных путей, с 2010 стала выигрывать тендеры на строительство и ремонт автомобильных дорог в Свердловской области. Местным депутатом был направлен ряд жалоб на эти тендеры в Федеральную антимонопольную службу. По его мнению, участники этих тендеров сговорились для того, чтобы победу одержала компания Форатек-ЭТС.
После проведенной проверки в одном из тендеров признаки такого сговора были найдены. В конкурсе на ремонт дороги между населенными пунктами Девяшино и Ключи в Ирбитском районе стоимостью около 60 миллионов рублей приняли участие всего две компании — «Форатек-ЭнергоТрансСтрой» и «Свердловскавтодор». Первая снизила цену на 1%, вторая на 0,5%. После заключения контракта компания Форатек наняла компанию «Свердловскавтодор» за меньшие деньги для фактического исполнения контракта. 
В итоге компания «Форатек-ЭнергоТрансСтрой» за сговор ОАО «Свердловскавтодор» была признана виновной в нарушении антимонопольного законодательства и оштрафована на 710 тысяч рублей. Компания «Свердловскавтодор» была оштрафована на 9 миллионов рублей.
Штраф был обжалован компанией. Арбитражный суд Свердловской области пришел к выводу об отсутствии в действиях названных сторон правонарушений. 
В СМИ также обсуждалось, что компания Форатек стала заниматься автодорогами только в Свердловской области и только после назначения губернатором А.С. Мишарина, имеющего дружественные и родственные связи с руководством компании.